# Stromboscerus
Stromboscerus — рід довгоносикоподібних жуків родини трубконосиків (Dryophthoridae). До роду належать два види, поширені на Мадагаскарі.
Типовий рід триби Stromboscerini, втім його належність до триби поставлена під сумнів у 2018 році.
Типовий вид роду Stromboscerus schuppeli Gyllenhal, 1838.